# Epipristis minimaria
Epipristis minimaria är en fjärilsart som beskrevs av Achille Guenée 1857. Epipristis minimaria ingår i släktet Epipristis och familjen mätare. Inga underarter finns listade i Catalogue of Life.